# 馬塞爾·普魯斯特

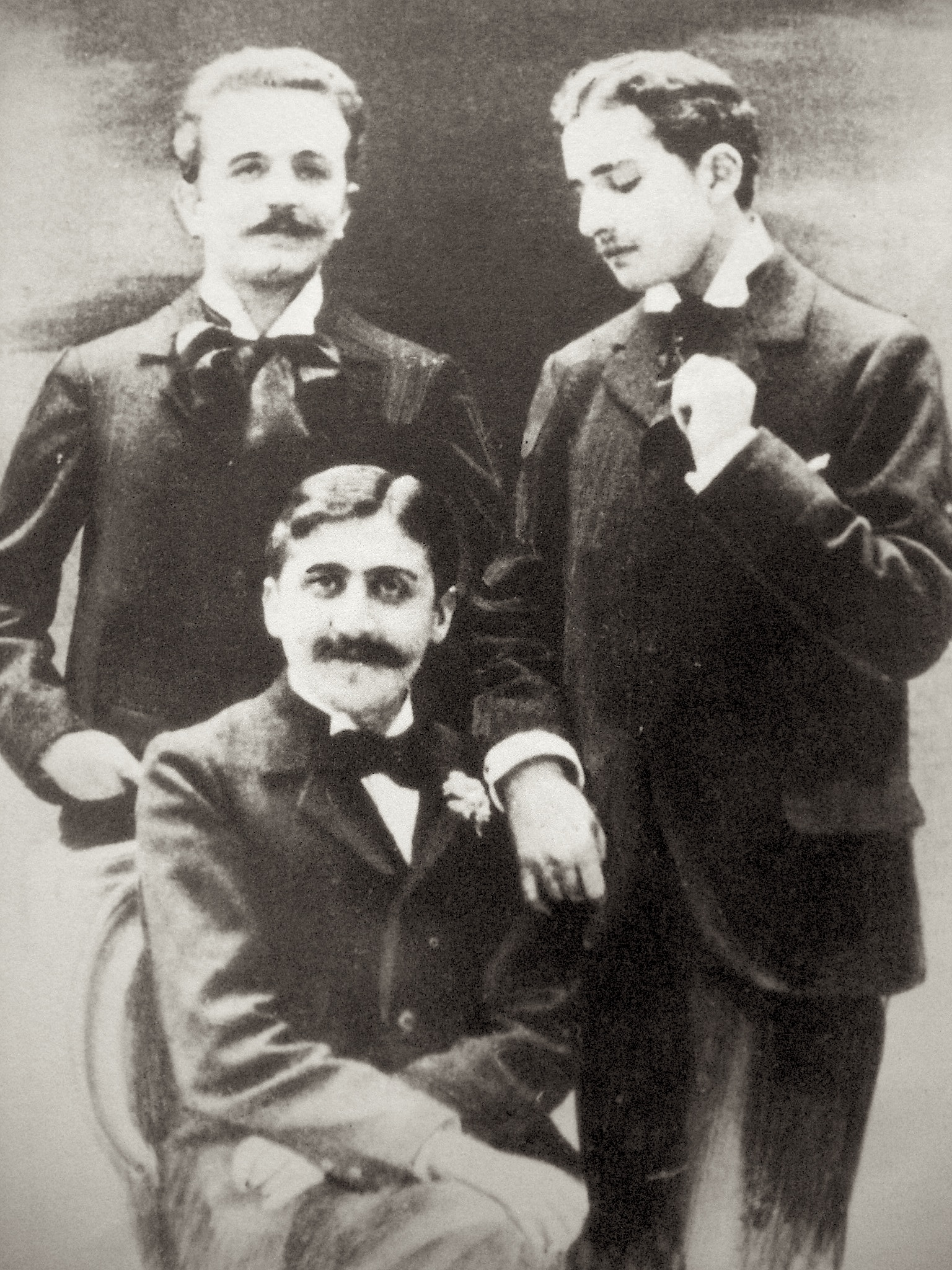
坐着的是普魯斯特，他受到呂西安·都德（右）的深情注視，也和罗贝尔·德·弗莱尔（左）走得很近。這張照片掀起波瀾，令他與父母的關係緊張，他們猜到兒子的性傾向，立刻阻止他把照片曝光。普魯斯特氣得摔花瓶。在《尙·桑德伊》中可見這段描述。

馬塞爾·普魯斯特（法語：Marcel Proust；1871年7月10日—1922年11月18日），法國意識流作家，全名為瓦朗坦·路易·乔治·欧仁·馬塞爾·普魯斯特（Valentin-Louis-Georges-Eugène-Marcel Proust）。他最主要的作品为《追忆似水年华》，该书于1913年至1927年出版。被认为是二十世紀最有影响力的作家之一。
馬塞爾·普魯斯特出生于一个富有且有文化的家庭（他的父亲是巴黎的一名医学教授），但他从小体弱多病，并且一生都经受着由哮喘引起的严重的呼吸问题。在很小的时候他就开始出入高雅的沙龙或者遇到一些非常有名的作家和艺术家，并在此期间作为一名艺术的业余爱好者被认可。受益于家庭的财富，他没有固定的职业，并在1895年就开始创作了一些小说的片段（作者生前并未發行，直到1952年才结集出版，命名为《让·桑特伊》（Jean Santeuil）。1900年，为了追随约翰·拉斯金艺术作品的脚步，他放弃了手头的工作，开始了一段从威尼斯到帕多瓦的旅行。
到1907年时，馬塞爾·普魯斯特开始创作他伟大的作品《追忆似水年华》，全书七卷在1913年至1927年之间完成出版，也就是说有一部分作品是在普鲁斯特身后才出版。1922年11月18日，由于肺炎及支气管炎的发作，普魯斯特憔悴地死去，随后被葬于巴黎拉雪兹神父公墓，并且入葬时有大量的观众缅怀纪念这位伟大的作家。在后世，普魯斯特被视为是一个真正的文学神话。
普魯斯特富有浪漫气息的作品是在艺术的基础上对感情化的时间和回忆的一次深刻的反思，同时也是对爱与嫉妒的一场深入的体察，在普魯斯特特有的一种灰色视角（在这种视角下同性恋思维占有重要的位置）之下，他也掺杂了大量对失败和对空虚茫然生活的感伤。《追忆似水年华》也是一部包含两百个角色的着意于描写人性的气势恢宏的喜剧作品。

## 生平
普鲁斯特生於巴黎郊区欧特伊拉封丹街96號，為長子。父親是名醫，母親是猶太人。信仰羅馬天主教。九歲時初次氣喘發作，因此常缺課，但到青年時期修讀哲學，文采漸漸散發出來。1889年入伍，1890年退伍之後開始替雜誌撰稿，同年入巴黎政治學院習政治與巴黎大學習法律，1893年獲法學士，1895年獲哲學學士。後當上圖書館員，但因健康轉壞，患有嚴重氣喘，不能接觸屋外的空氣，足不出戶，開始撰寫小說。
普魯斯特的氣質內向而敏感，對母親十分依戀，青年時代經常出入上流社會沙龍，巴黎貴婦沙龍中一出手豪闊的常客，熟悉上流社會人物的形形色色。他在寫作時認為題材並不重要，重要的是，“客觀世界”如何反映在“主觀意念”中。透過他特殊的敘事風格，營造出一個獨特的個人世界。他的敘述時時中斷，小說中夾雜了大量的議論、聯想、心理分析，一個失眠的夜可以花40頁來描述，一個三小時的聚會可以用掉190頁的篇幅。時間可以做無限的鋪陳，自然也可以隨意壓縮；過去、現在、未來可以在意識流中顛倒、交疊、相互滲透。1896年他出版了第一本小說《歡樂與時日》（Les plaisirs et les jours）。1903年父親去世，1905年母親去世。雙親的去世促使他以文字來追尋童年，一般學者認為他是在此時構思寫作《追憶逝水年華》（À la recherche du temps perdu）。1913年年底出版了《追憶逝水年華》的第一部「去斯萬家那邊」（Du Côté de chez Swann），隔年又出版第二部。1919年10月遷入阿姆蘭街44號，在此直住至逝世。1922年秋天，普魯斯特因肺炎病危，他拒絕了醫生的治療，自行飢餓療法，只吃少量的水果、冰淇淋。據說普魯斯特11月18日彌留之際，曾派司機去麗茲酒店買他最喜歡的冰啤酒。他將最後的精力花在《女囚》（La Prisonnière）草稿的校改。在1922年普魯斯特去世前，一共出版了三部。《女囚》、《女逃亡者》以《阿爾貝蒂娜不知去向》、《重現的時光》（Le Temps Retrouvé）陸續出版，直到1927年才完整的出齊，共15冊3200頁。這本書被譽為法國文學的代表作。其中第二部「在少女花影下」（À l'ombre des jeunes filles en fleurs，1918年出版）曾獲得龔古爾文學獎。

## 風格
普魯斯特的特色在於他精細的描寫每一個感知，每一個人物，每一個寓言，而且在他的書中能感覺到那流動的真實感，從他的童年開始一直追尋到青年，不管是城市，人物都有可追蹤的痕跡。一般認為约翰·拉斯金對他的影響很大，奠定了他以直覺串流寫作思緒的基礎。
普魯斯特也非常在意「變化」這個概念，在《追憶似水年華》裡，他就描述了法蘭西第三共和國時期，法國貴族的沒落與中產階級的興起。
普魯斯特的好友，阿爾封斯·都德父子在龔古爾文學獎中力挺「在少女花影下」（À l'ombre des jeunes filles en fleurs）這部作品，使得他能以6比4的票數得到獎項，讓出版商有信心出版這部巨著。

## 私生活
目前認為普鲁斯特是男同性恋，許多他傳記的作者也會提到他和其他男性的交往。他的管家塞莱斯特·阿尔巴雷在回憶錄中否認普鲁斯特是男同性恋的論點，不過她所說的和許多普魯斯特的朋友及同期作家（包括同行作家安德烈·紀德）所說的不一致，也和貼身男僕Ernest A. Forssgren所說的不同。
普鲁斯特与委内瑞拉裔作曲家雷纳尔多·哈恩有同性恋关系。1893年，普魯斯特在畫家勒迈尔夫人家遇到雷納多·漢恩。當時的漢恩只有18歲，一頭褐髮，唇上蓄着小鬍子，普魯斯特向來欣賞這種外形。他隨即墜入愛河，對漢恩的激情持續兩年。之後作家都德的兒子呂西安取代了漢恩在普魯斯特心中的地位，他倆於1895年一起到貝格-梅伊度假，普魯斯特開始寫他第一本自傳體小說《让·桑特伊》。

## 作品

### 小說
- 《追憶似水年華》（1913年至1927年）

1. 去斯萬家那邊（法語：Du côté de chez Swann）（1913年）
2. 在少女花影下（法語：À l'ombre des jeunes filles en fleurs）（1919年）
3. 去蓋爾芒特家那邊（法語：Le Côté de Guermantes）（1920年/1921年）
4. 索多姆和戈摩爾（法語：Sodome et Gomorrhes）（1921年/1922年）
5. 女囚（1923年）
6. 女逃亡者（法語：Albertine disparue）（1925年）
7. 重現的時光（法語：Le Temps retrouvé）（1927年）

- 《让·桑特伊》（未完成的小說，共有三部，在1952年，普魯斯特死後出版）

### 短篇故事選集
- Early Stories（死後出版的短篇故事）
- 《歡樂與時日》（是由勒迈尔夫人（英语：Madeleine Lemaire）繪製插圖，前言由阿纳托尔·法朗士所寫，雷纳尔多·哈恩有因此創作四部鋼琴作品（1896年）

### 寫實文學
- Pastiches et mélanges（英语：Pastiches et mélanges）（1919年）
- Contre Sainte-Beuve（英语：Contre Sainte-Beuve）（1954年）

## 圖片集

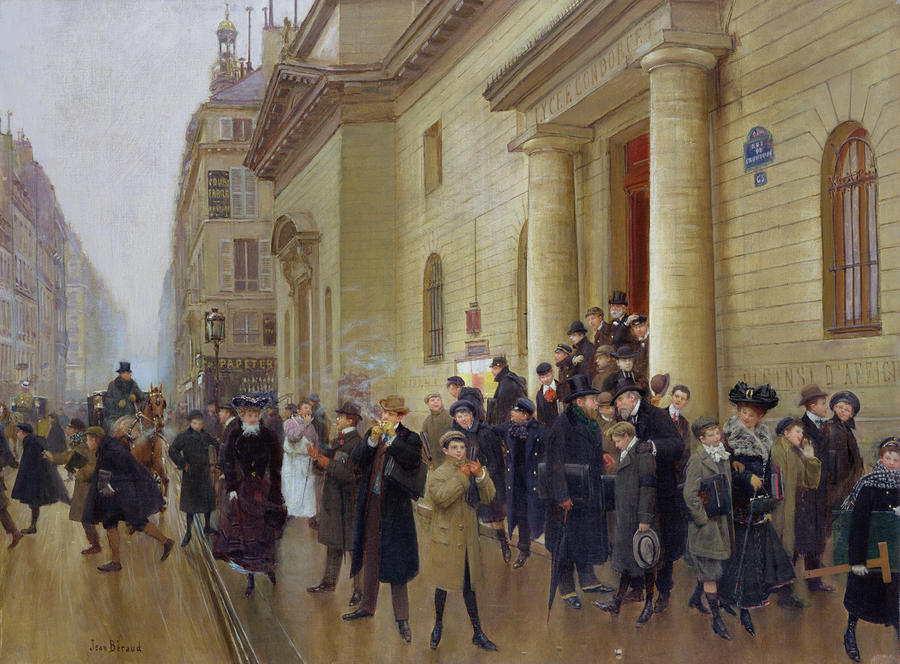
让·贝罗（英语：Jean Béraud），孔多塞中學的出口
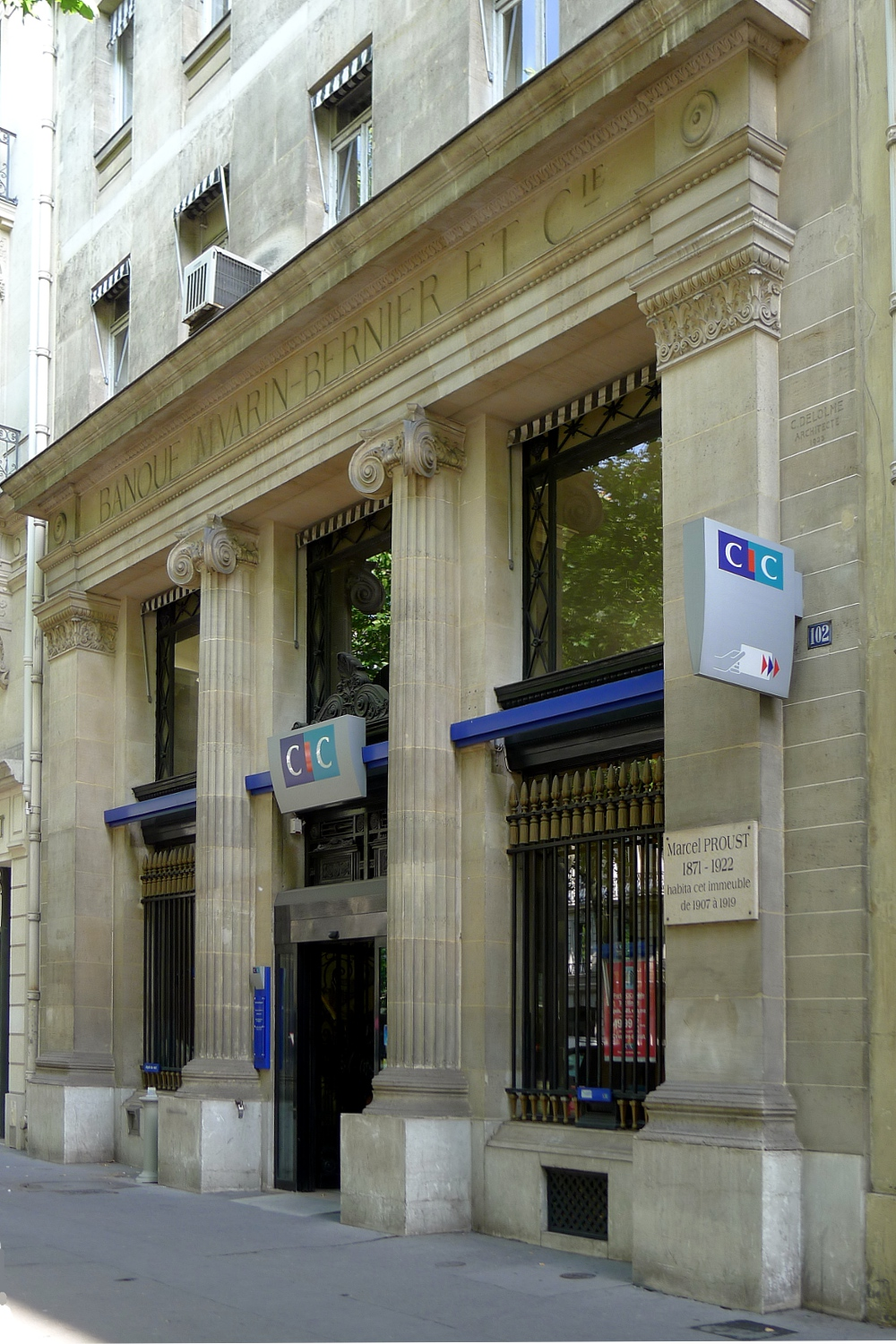
巴黎奧斯曼大道102號，馬塞爾·普魯斯特自1907年至1919年曾在此居住
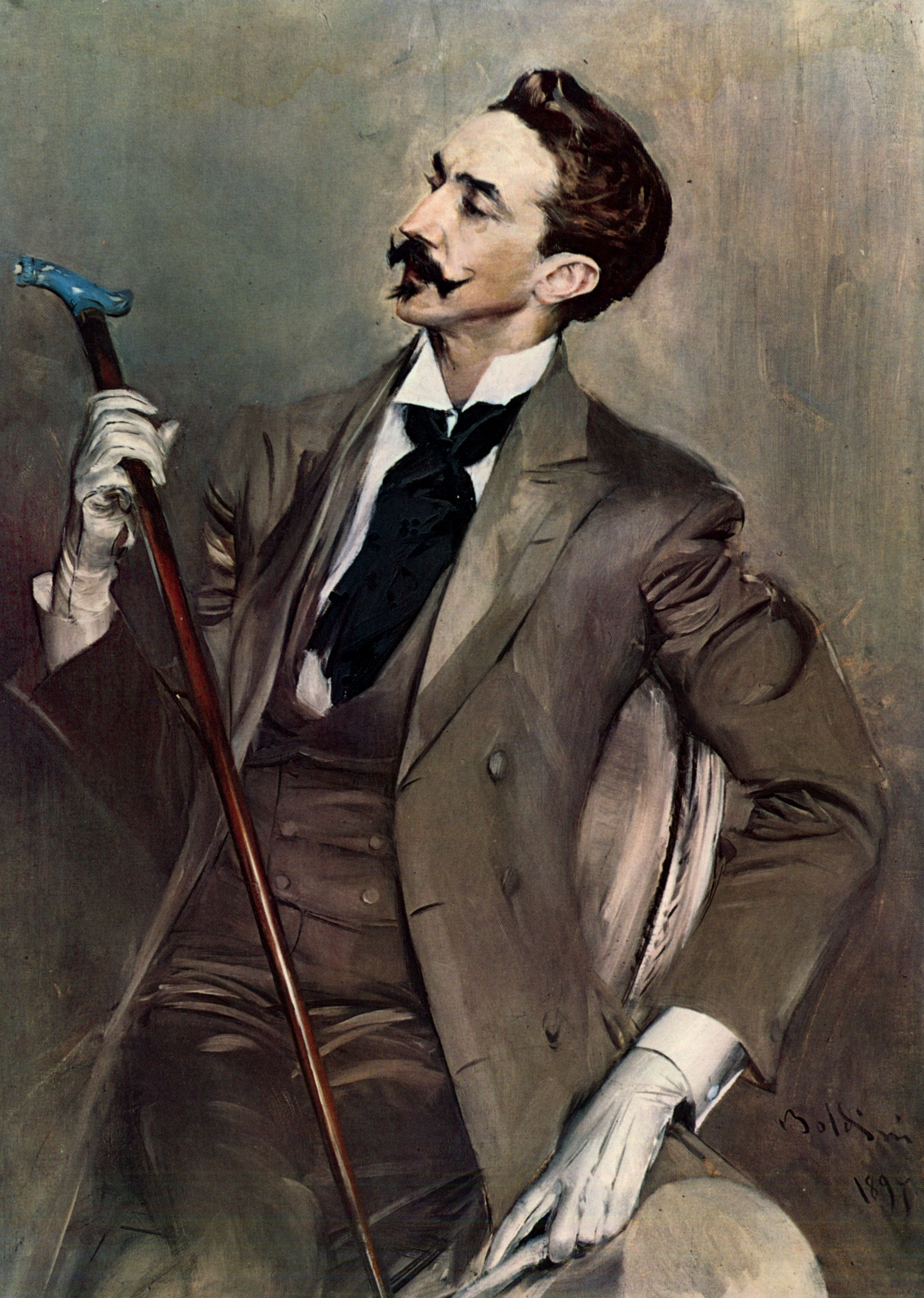
罗贝尔·德孟德斯鸠，《追憶似水年華》中沙吕男爵（Baron de Charlus）的靈感來源
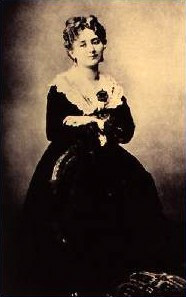
莱昂蒂娜·李普曼（英语：Léontine Lippmann）
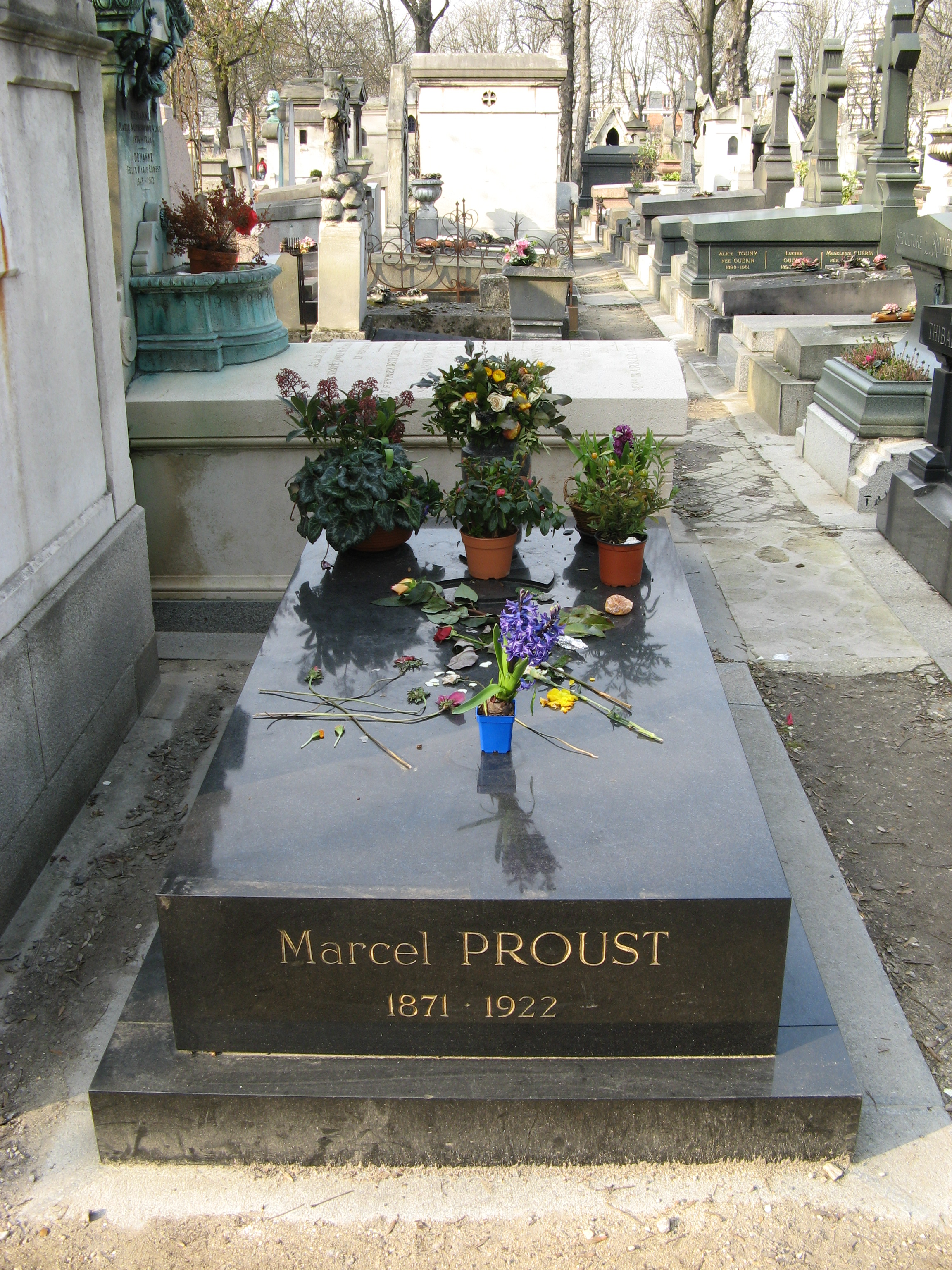
馬塞爾·普魯斯特的墳墓，位在拉雪兹神父公墓

## 外部連結
- 時報悅讀俱樂部－追憶逝水年華 （页面存档备份，存于） （繁體中文）
- Why Proust? And Why Now?為什麼是普魯斯特？為什麼是現在？ （页面存档备份，存于） （英文）